# ルクス (水雷艇)
ルクス (Luchs) はドイツ海軍の水雷艇。1924型の1隻。

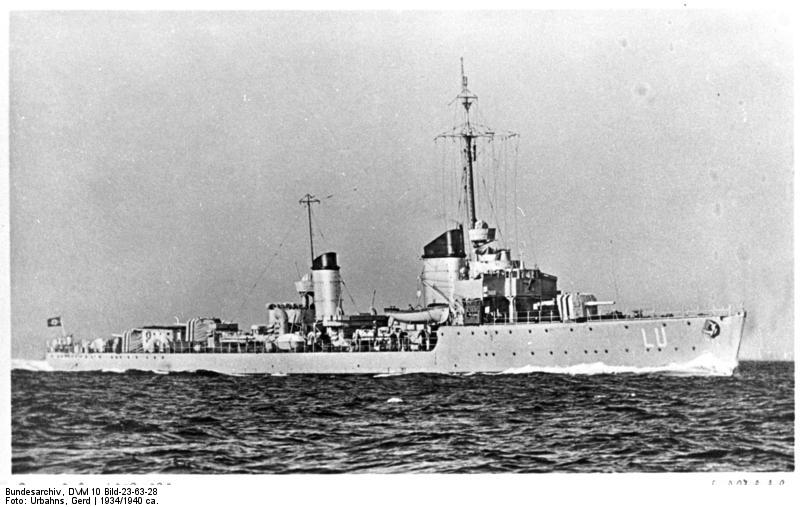
竣工当時の「ルクス」（1934年）

## 艦歴
1927年4月2日起工。1928年3月15日進水。1929年4月15日就役。
1940年2月、ノルウェー沖へ出撃する巡洋戦艦シャルンホルスト、グナイゼナウなどの護衛を務める。
4月、ヴェーザー演習作戦が開始され、ルクスはクリスチャンサン、アーレンダール攻略部隊としてこの作戦に参加した。
7月25日、潜水艦の雷撃で損傷しキールへ向かう巡洋戦艦グナイゼナウの護衛の護衛として、トロンハイムから出航する。翌26日、イギリスの潜水艦の雷撃で撃沈された。